# Куркино (Московская область)
Куркино — деревня в городском округе Шаховская Московской области России.

## Население
| 1859 | 1926 | 2002 | 2006 | 2010 |
| ---- | ---- | ---- | ---- | ---- |
| 143  | ↗357 | ↘5   | ↗14  | ↗24  |

## География
Деревня расположена в южной части округа, примерно в 20 км к югу от окружного центра Шаховская, на ручьях — притоках малой речки Куркин, бассейна Рузы, высота центра над уровнем моря 237 м. Ближайшие населённые пункты — Головинские Рамешки на северо-западе и Дубранивка на юго-западе, через деревню проходит региональная автодорога 46К-9200.
В деревне две улицы — Заречная и Луговая, приписано садоводческое товарищество (СНТ) «Ивушка».
В деревне останавливаются автобусы № 35 и 36, следующие до Шаховской.

## Исторические сведения
В 1769 году Куркова — деревня Хованского стана Волоколамского уезда Московской губернии в составе большого владения коллежского советника Владимира Федоровича Шереметева. В деревне 13 дворов и 52 души.
В середине XIX века деревня Куркино относилась к 1-му стану Волоколамского уезда и принадлежала генерал-майорше Екатерине Павловне Набаловой. В деревне было 19 дворов, крестьян 75 душ мужского пола и 58 душ женского.
В «Списке населённых мест» 1862 года — владельческая деревня 1-го стана Волоколамского уезда Московской губернии по правую сторону Московского тракта, шедшего от границы Зубцовского уезда на город Волоколамск, в 38 верстах от уездного города, при речке Гулихе, с 20 дворами и 143 жителями (78 мужчин, 65 женщин).
По данным на 1890 год входила в состав Серединской волости, число душ мужского пола составляло 71 человек.
В 1913 году — 41 двор.
По материалам Всесоюзной переписи населения 1926 года — центр Куркинского сельсовета, проживало 357 человек (167 мужчин, 190 женщин), насчитывалось 60 хозяйств (59 крестьянских), имелась школа.
С 1929 года — населённый пункт в составе Шаховского района Московской области.
1994—2006 гг. — деревня Косиловского сельского округа Шаховского района.
2006—2015 гг. — деревня сельского поселения Серединское Шаховского района.
2015 г. — н. в. — деревня городского округа Шаховская Московской области.